# إلزه شتيبات
إلس ستيبات (بالألمانية: Ilse Steppat )‏ (و. 1917 – 1969 م) هي ممثلة مسرحية، وممثلة أفلام ألمانية، توفيت في برلين، عن عمر يناهز 52 عاماً، بسبب نوبة قلبية.

## وصلات خارجية
- إلزه شتيبات على موقع IMDb (الإنجليزية)
- إلزه شتيبات على موقع ألو سيني (الفرنسية)
- إلزه شتيبات على موقع أول موفي (الإنجليزية)
- إلزه شتيبات على موقع قاعدة بيانات الأفلام السويدية (السويدية)
- إلزه شتيبات على موقع قاعدة بيانات الفيلم (الإنجليزية)
- إلزه شتيبات على موقع كينوبويسك (الروسية)